# Batsugun
Batsugun – gra komputerowa, należąca do shoot'em upów, stworzona przez Toaplan na automaty w roku 1993. Jest to jedna z pierwszych gier w podgatunku Bullet hell/manic shooter/danmaku. To ostatnia gra wydana przez Toaplan przed upadkiem tej firmy.

## Rozgrywka
Na początku rozgrywki gracz wybiera statek, którym będzie leciał - do wyboru są 3 statki, wyposażone w inną broń, i ma po 2 pilotów (dla pierwszego i drugiego gracza), co daje 6 postaci w grze. Statki mogą być ulepszane dzięki punktom doświadczenia. Sama gra jest oparta na klasycznych zasadach strzelanek - gracz leci statkiem przed siebie, po drodze strzelając do wrogów, i ulepszając swoją broń za pomocą ikon "P". Do tego gracz może użyć alternatywnego trybu strzelania, przez przytrzymywanie przycisku strzału. Do dyspozycji gracza poza główną bronią dostępne są również bomby w limitowanej ilości (ich poziom zwiększa się przez zbieranie ikon "B".